# It’s Magic (альбом Эбби Линкольн)
It’s Magic — третий студийный альбом американской певицы Эбби Линкольн, выпущенный в 1958 году на лейбле Riverside Records. Аранжировщиком выступил Бенни Голсон.

## Отзывы критиков
| Оценки критиков                            | Оценки критиков |
| Источник                                   | Оценка          |
| ------------------------------------------ | --------------- |
| AllMusic                                   | [ 1 ]           |
| Billboard                                  | [ 2 ]           |
| The Encyclopedia of Popular Music          | [ 3 ]           |
| The Penguin Guide to Jazz                  | [ 4 ]           |
| The Rolling Stone Jazz & Blues Album Guide | [ 5 ]           |

В журнале Cash Box назвали альбом весьма респектабельной вокальной картиной со слегка печальной чувственностью и зрелым стилем свинга. Нэт Хентофф из HiFi/Stereo Review заявил, что если использовать Билли Холидей и Аниту О’Дэй в качестве критерия, то мисс Линкольн не более джазовая певица, чем любая среднестатистическая исполнительница в ночном клубе: она не свингует, её фразировка часто неоправданно угловата, а ее работе не хватает тонкости воображения, в её тоне также есть жёсткость, которую этот слушатель находит непривлекательной. Тем не менее, он дал высокую оценку аранжировкам Бенни Голсона и первоклассным сольным работам некоторых джазменов.
Скотт Яноу из AllMusic написал об альбоме следующее: «Поскольку Эбби Линкольн всегда старалась исполнять песни, имеющие для неё глубокий смысл, все её записи за эти годы запоминаются по-своему; в её дискографии нет неудачных. Бэк-музыканты — одни из лучших в джазе того времени, и у них есть возможность сыграть короткие соло. Линкольн лучше всего звучит в её ранних песнях, таких как „I Am in Love“, „An Occasional Man“, „Out of the Past“ и „Little Niles“. Рекомендуется».

## Список композиций
1. «I Am in Love» (Коул Портер) — 2:49
2. «It’s Magic» (Сэмми Кан, Джул Стайн) — 4:03
3. «Just for Me» (Джимми Комак) — 3:36
4. «An Occasional Man» (Ральф Блейн, Хью Мартин) — 3:23
5. «Ain’t Nobody’s Business» (Портер Грейнджер, Эверетт Роббинс) — 4:29
6. «Out of the Past» (Бенни Голсон, Джон Хендрикс) — 4:46
7. «Music, Maestro, Please!» (Херб Магидсон, Элли Врубель) — 3:18
8. «Love» (Ральф Блейн, Хью Мартин) — 2:41
9. «Exactly Like You» (Дороти Филдс, Джимми Макхью) — 2:55
10. «Little Niles» (Рэнди Вестон, Джон Хендрикс) — 5:03

## Участники записи
- Аранжировка — Бенни Голсон (1, 3, 4, 7, 9)
- Бас — Пол Чемберс (3-5, 7, 9), Сэм Джонс (1, 2, 6, 8, 10)
- Вокал — Эбби Линкольн
- Звукорежиссёр — Джек Хиггинс
- Продюсер — Оррин Кипньюз
- Тенор-саксофон — Бенни Голсон
- Тромбон — Кертис Фуллер (1, 3, 4, 7, 8)
- Труба — Арт Фармер (1, 2, 6, 8, 10), Кенни Дорэм (3-5, 7, 9)
- Ударные — Филли Джо Джонс
- Флейта, баритон-саксофон — Сахиб Шихаб (1, 8), Джером Ричардсон (3, 4, 7)
- Фортепиано — Уинтон Келли

Сведения взяты из аннотации к альбому.